# Microsoft Expression
Microsoft Expression ist eine Softwarefamilie von Microsoft zur Entwicklung und Gestaltung von Bildern, Videos, HTML- und ASPX-Seiten sowie Benutzeroberflächen für Windows und plattformübergreifende Webanwendungen. Sie besteht aus vier Komponenten:
- Microsoft Expression Web
- Microsoft Expression Blend
- Microsoft Expression Design
- Microsoft Expression Encoder

Version 3 von Expression Studio erschien am 1. Oktober 2009. Die englische Version von Expression Studio 4 ist am 7. Juni 2010 veröffentlicht worden, die deutsche Version ist seit 17. August 2010 erhältlich. Im Dezember 2012 stellte Microsoft die Weiterentwicklung der Software ein. Teile des Programmpakets (darunter Expression Web und Design) sind seitdem kostenlos als Download verfügbar.

## Motivation
Mit Expression versucht Microsoft in Marktbereiche vorzudringen, die das Softwareunternehmen Adobe Inc. unter anderem durch den Zukauf der ehemaligen Firma Macromedia dominierte. Macromedia entwickelte und vertrieb unter anderem die nun zum Adobe-Angebot gehörende Software Dreamweaver und Flash. Mit „Expression Blend“ wurde ein Design-Werkzeug geschaffen, welches Benutzeroberflächen erzeugt, die von der Windows Presentation Foundation (WPF) Gebrauch machen.

## Microsoft Expression Web
Bei Expression Web handelt es sich um eine Webentwicklungsumgebung, die sich insbesondere auch zur Entwicklung von Webprojekten mit Microsofts ASP.NET-Technik für dynamische Webinhalte eignet. „Expression Web“ ist somit der Nachfolger von Microsoft FrontPage, basiert aber auf einer neuen Codebasis. Ein grafischer WYSIWYG-Editor und ein Quellcodeeditor existieren gleichberechtigt nebeneinander. Änderungen im grafischen Editor werden parallel im Quellcodeeditor vollzogen und umgekehrt.
Microsoft hat mit Expression Web auf die Bindung der erstellten Seiten zum Internet Explorer und dem Internet Information Server IIS verzichtet. Im Vorläuferprodukt Frontpage waren zahlreiche Funktionen und Webbausteine enthalten, die das Erstellen einer persönlichen, gegliederten Seite unter anderem mit einem Gästebuch, einer Volltextsuche, einem Zugriffszähler, vorgefertigten Fotoalben, Top-10-Listen usw. erleichterten. Diese Webbausteine waren jedoch in den meisten Fällen weder standardkonform, noch für andere Server außer dem Microsoft IIS lauffähig. Deshalb entschloss man sich zu einem Werkzeug, welches sich mehr an Programmen wie Adobe Dreamweaver orientiert.
Besonderes Augenmerk wurde bei der Entwicklung darauf gelegt, aktuelle W3C-Standards zu unterstützen. Expression Web ist unter anderem in der Lage, valides XHTML 1.0 Strict/1.1 und CSS zu generieren. Auch Funktionen wie der Accessibility Checker sollen dem Designer dabei helfen, barrierefreie Webseiten zu erstellen.
Mit „SuperPreview“ liefert Microsoft eine Funktion, Webseiten während der Entwicklung in verschiedenen Browsern gleichzeitig darzustellen und die Ergebnisse übereinander darzustellen, um evtl. vorhandene Rendering-Unterschiede zu erkennen.

## Microsoft Expression Blend
Expression Blend ist ein Designwerkzeug für interaktive Benutzeroberflächen, welche die Windows Presentation Foundation zur Ausführung benutzen. Er fungiert als WYSIWYG-Editor für XAML, eine in XML formulierte Sprache zur Beschreibung und Erstellung von solchen Oberflächen. Vektorgrafiken, Rastergrafiken, 3D-Objekte aus einigen marktführenden 3D-Programmen, Videos, Sound und Text lassen sich verwenden und mit Hilfe einer Zeitleiste animieren und in Aktion bringen.
Ab Version 2 mit Service Pack 1 unterstützt das Programm das plattformunabhängige Browser-Plug-in Silverlight und die Kooperation mit Visual Studio 2008.
Ab Version 4 unterstützt das Programm die Entwicklung für Silverlight 4 und .NET 4 sowie die Kooperation mit Visual Studio 2010.

## Microsoft Expression Design
Expression Design ist das Bildbearbeitungsprogramm der Expression-Familie. Es basiert auf dem Vektorprogramm „Expression“ des 2003 von Microsoft übernommenen Softwareherstellers Creature House. Das Programm ermöglicht sowohl die Bearbeitung von vektor- als auch von rasterbasierten Grafiken. Im Gegensatz zu anderen Programmen wird in Expression Design zwischen Vektor- und Pixelebenen unterschieden, wobei je nach Ebenenart die Arbeitsumgebung und die Toolpalette angepasst werden.
Die Grafiken können nicht nur in die Adobe-eigenen Formate für Photoshop (.PSD), Illustrator (.AI) und Acrobat (.PDF) exportiert werden, sondern auch in XAML, welches in Expression Blend oder auch direkt in WPF-basierten Anwendungen Verwendung findet.

## Microsoft Expression Encoder
Expression Encoder dient zur Codierung von Audio- und Videomedien in die Videocodecs H.264 und VC-1, welche auch als Microsoft-IIS-Smooth-Streaming-Dateien für das Online- und Livestreaming mit Microsoft-Silverlight-Client ausgegeben werden können. Über das mitgelieferte Zusatzprogramm Microsoft Expression Encoder Screen Capture können Bildschirmaufnahmen erstellt werden.